# Megalopelma planiceps
Megalopelma planiceps är en tvåvingeart som beskrevs av Günther Enderlein 1910. Megalopelma planiceps ingår i släktet Megalopelma och familjen svampmyggor. Inga underarter finns listade i Catalogue of Life.